# Arnaud Boiteau
Arnaud Boiteau (Angers, 7 novembre 1973) è un cavaliere francese.

## Palmarès
- Giochi olimpici

Atene 2004: oro nel concorso completo a squadre.
- Europei

Blenheim 2005: argento nel concorso completo a squadre.
Pratoni del Vivaro 2007: argento nel concorso completo a squadre.